# Der Drücker
Der Drücker ist ein deutscher Fernsehfilm aus dem Jahr 1986 nach dem gleichnamigen Roman von Andreas Blechner. Regie führte Uwe Frießner. Frießner wurde 1987 für seinen Film mit dem Adolf-Grimme-Preis in Silber in der Kategorie „Fernsehspiel“ ausgezeichnet, ebenso wie der Drehbuchautor Bernhard Pfletschinger und der Hauptdarsteller Andreas Buttler. 

## Handlung
Tommy, 22 Jahre alt, lebt immer noch bei seinen Eltern. Sein Ausbildungsbetrieb war in Konkurs gegangen und nach der Zeit bei der Bundeswehr blieb Tommy arbeitslos. Sein Motorrad hat er versetzt, ständig hat er Streit mit seinem Vater. Da stößt er auf eine Stellenanzeige: „Jung, ungebunden, abgebrannt? Wir suchen junge Leute im Alter von 18 bis 25 Jahren als Beifahrer oder Beifahrerin. Wochenverdienst: 400 DM netto“. Über einen dubiosen Vermittler lernt Tommy in einer Kneipe Kalle kennen, der sich zunächst freundlich und kumpelhaft zeigt und sofort verspricht, Tommys Schulden in Höhe von 5.000 Mark zu begleichen. Im Gegenzug gibt Tommy arglos seinen Personalausweis ab und gerät so in Kalles Fänge, in eine seiner Drückerkolonnen, die Kalle als Boss mit brutaler Härte leitet. Tommy muss mehr als zwölf Stunden am Tag arbeiten, von Haustür zu Haustür laufen und Leuten mit erfundenen, mitleiderregenden Geschichten Zeitschriftenabos aufschwatzen. Die Drücker tingeln im schäbigen Kleinbus von Stadt zu Stadt und leben in heruntergekommenen Mehrbettzimmern. Psychische und auch physische Gewalt sind an der Tagesordnung. Lohn gibt es nur unregelmäßig. Und nur wer Scheine macht (Abos verkauft), gilt in der Truppe etwas. Wer die von Erich geforderte tägliche Anzahl von Scheinen nicht abliefert, bekommt Ärger. Wer hingegen außergewöhnliche Leistungen erbringt, wird hofiert und avanciert sogar zum persönlichen Liebling von Kolonnenchef Kalle. Wer aufmuckt, wird von Kolonnenführer Erich auf Linie gebürstet. Und mit dem jähzornigen Timmi hat Erich einen willfährigen Helfer, wenn es darauf ankommt. Tommy weiß bald, dass er da raus muss. Aber wie soll er das anstellen? Die Kolonnen agieren wie Sekten, die ihre Schäfchen um keinen Preis ziehen lassen wollen, so wie die Mafia oder wie Sklavenhalter.

## Produktion

### Hintergrund
Uwe Frießners Film war das Sprungbrett für den damals noch wenig bekannten Schauspieler Heinz Hoenig zu einem TV-Star des deutschen Films.

### Veröffentlichungen
Die Erstausstrahlung des Films erfolgte am 3. November 1986 im ZDF. 1999 wurde der Film letztmals im Fernsehen auf 3sat wiederholt. 2016 erfolgte eine DVD-Veröffentlichung in der Reihe Pidax Filmklassiker.

## Kritiken
Die Redaktion von TV Spielfilm lobte: „Mit ungeschönten Bildern und in authentischer Sprache beleuchtete Regisseur Uwe Frießner 1986 ein Kapitel moderner Sklaverei. In keinem Moment driftet der Film in eine Sozial-Soap ab. Stattdessen riecht man förmlich den Mief der Absteigen. Dieser Effekt ist vor allem dem tollen Darsteller-Ensemble zu verdanken. In imposanten Auftritten als brutaler Boss: Heinz Hoenig.“ 
In der Wochenzeitung Die Zeit bezeichnete Helmut Schödel den Regisseur als „Meister des Milieufilms“: „Frießners Filme erzählen von der wunderbaren Lebensenergie der Verlierer und davon, wie wenig Bosheit oft hinter jugendlicher Kleinkriminalität und Prostitution steckt. Schiefe Tragödien sind Frießners Filme. Dabei gelingt es Frießner wie keinem anderen, in seinen Drehbüchern den Jargon sozialer Verlierer ganz unaufdringlich zu protokollieren. In Frießners Dialogen verliert die Rede der Subkultur nichts von ihrer Spontaneität. Keinem gelingt es wie Frießner, mit Laiendarstellern das professionelle Gemime ad absurdum zu führen. Er läßt sie Erfahrungen zeigen, von denen die anderen nicht einmal etwas ahnen.“